# Societate Britannic pro Interlingua
La Societate Britannic pro Interlingua (SBI; inglés: British Interlingua Society, acrónimo BIS), establecida en 1956, labora en Gran Bretaña y en el mundo anglófono para difundir el conocimiento y el uso activo de interlingua, la lengua internacional. El presidente y tesorero actual es Peter Gopsill. El secretario es Brian C. Sexton.

## Publicaciones
Entre las publicaciones de la SBI está la revista transatlántica Lingua e Vita, con artículos en inglés e interlingua. Aparece desde junio de 1965, previamente como Littera Circular (inglés: Circular Letter). La SBI también edita cada cuatro meses una segunda publicaciónː Contacto. Fundada en julio de 1994, esta revista publica artículos y reportajes regulares acerca de interlingua y su organización. Contacto se escribe en inglés con textos paralelos interlingua-inglés. 